# Team Giant-Castelli
El Team Giant-Castelli (codi UCI: TGC) és un equip ciclista danès professional de categoria Continental. Creat el 2016, competeix als circuits continentals amb categoria UCI.

## Principals resultats
- Gran Premi Horsens: Casper Pedersen (2017)

### A les grans voltes
- Giro d'Itàlia
  - 0 participacions
- Tour de França
  - 0 participacions
- Volta a Espanya
  - 0 participacions

## Composició de l'equip
| \| Llista de l'equip 2017 \| Llista de l'equip 2017 \| Llista de l'equip 2017 \| Llista de l'equip 2017 \| \| Ciclista \| Data de naixement \| Equip previ \| \| \| --------------------------------------- \| ---------------------- \| -------------------------------------------------- \| ---------------------- \| \| Mikkel Bjerg \| 3 de novembre de 1998 \| Team Børkop Cykler-Carl Ras Roskilde Junior (2016) \| \| \| Nicklas Bøje Pedersen \| 8 de setembre de 1994 \| Trefor (2013) \| \| \| Jakob Egholm \| 27 de abril de 1998 \| Team Børkop Cykler-Carl Ras Roskilde Junior (2016) \| \| \| Casper von Folsach \| 30 de març de 1993 \| Riwal Platform (2016) \| \| \| Rasmus Byriel Iversen \| 16 de setembre de 1997 \| Bravida-Georg Berg (2015) \| \| \| Thomas Jensen \| 19 de maig de 1995 \| Odder Cykel Klub (2016) \| \| \| Frederik Madsen \| 22 de gener de 1998 \| Team Børkop Cykler-Carl Ras Roskilde Junior (2016) \| \| \| Mathias Norsgaard Jørgensen \| 5 de maig de 1997 \| SEG Racing Academy (2016) \| \| \| Casper Pedersen \| 15 de març de 1996 \| Riwal Platform (2016) \| \| \| Nicklas Pedersen \| 3 de agost de 1993 \| WeBike-CK Aarhus (2016) \| \| \| Rasmus Christian Quaade \| 7 de gener de 1990 \| Stölting Service Group (2016) \| \| \| Marius Therkildsen \| 5 de juny de 1996 \| Herning Cykle Klub (2015) \| \| \| Emil Nygaard Vinjebo \| 24 de març de 1994 \| Trefor-Blue Water (2015) \| \| \| Aske Vorre Louring \| 24 de maig de 1993 \| ColoQuick-Cult (2016) \| \| \| Chih Hao Tu (28 de jul–31 de des) \| 24 de febrer de 1997 \| \| \| \| \| \| \| \| \| Fonts: ProCyclingStats Cycling Quotient \| \| \| \| |                        |                                                    |  |
| Llista de l'equip 2017 |                        |                                                    |  |
| Ciclista | Data de naixement      | Equip previ                                        |  |
| Mikkel Bjerg | 3 de novembre de 1998  | Team Børkop Cykler-Carl Ras Roskilde Junior (2016) |  |
| Nicklas Bøje Pedersen | 8 de setembre de 1994  | Trefor (2013)                                      |  |
| Jakob Egholm | 27 de abril de 1998    | Team Børkop Cykler-Carl Ras Roskilde Junior (2016) |  |
| Casper von Folsach | 30 de març de 1993     | Riwal Platform (2016)                              |  |
| Rasmus Byriel Iversen | 16 de setembre de 1997 | Bravida-Georg Berg (2015)                          |  |
| Thomas Jensen | 19 de maig de 1995     | Odder Cykel Klub (2016)                            |  |
| Frederik Madsen | 22 de gener de 1998    | Team Børkop Cykler-Carl Ras Roskilde Junior (2016) |  |
| Mathias Norsgaard Jørgensen | 5 de maig de 1997      | SEG Racing Academy (2016)                          |  |
| Casper Pedersen | 15 de març de 1996     | Riwal Platform (2016)                              |  |
| Nicklas Pedersen | 3 de agost de 1993     | WeBike-CK Aarhus (2016)                            |  |
| Rasmus Christian Quaade | 7 de gener de 1990     | Stölting Service Group (2016)                      |  |
| Marius Therkildsen | 5 de juny de 1996      | Herning Cykle Klub (2015)                          |  |
| Emil Nygaard Vinjebo | 24 de març de 1994     | Trefor-Blue Water (2015)                           |  |
| Aske Vorre Louring | 24 de maig de 1993     | ColoQuick-Cult (2016)                              |  |
| Chih Hao Tu (28 de jul–31 de des) | 24 de febrer de 1997   |                                                    |  |
| |                        |                                                    |  |
| Fonts: ProCyclingStats Cycling Quotient |                        |                                                    |  |

## Classificacions UCI
A partir del 2016 l'equip s'incorpora als circuits continentals de ciclisme i en particular a l'UCI Europa Tour.
UCI Amèrica Tour
| Temporada | Classificació per equips | Millor ciclista en la classificació individual |
| --------- | ------------------------ | ---------------------------------------------- |
| 2017      | 39è                      | Nicklas Overgaard Pedersen (133è)              |

UCI Europa Tour
| Temporada | Classificació per equips | Millor ciclista en la classificació individual |
| --------- | ------------------------ | ---------------------------------------------- |
| 2016      | 117è                     | Emil Nygaard Vinjebo (837è)                    |
| 2017      | 26è                      | Casper Pedersen (89è)                          |